# آلوارو زامورا
آلوارو زامورا (اسپانیایی: Álvaro Zamora‎؛ زادهٔ ۹ مارس ۲۰۰۲) بازیکن فوتبال اهل کاستاریکا است.
وی همچنین در تیم ملی فوتبال کاستاریکا بازی کرده‌است.